# 쥘리 드레퓌스
쥘리 드레퓌스(Julie Dreyfus, 1966년 1월 24일 ~ )는 프랑스의 배우이다.

## 출연 작품
- 바스터즈: 거친 녀석들 (2009)
- 빈얀 (2008)
- 킬 빌 - 1부 (2003)
- 크로우 - 시리즈 (1998)
- 람포 (1994)
- 먼 낙양 (1992)